# DRG V 120

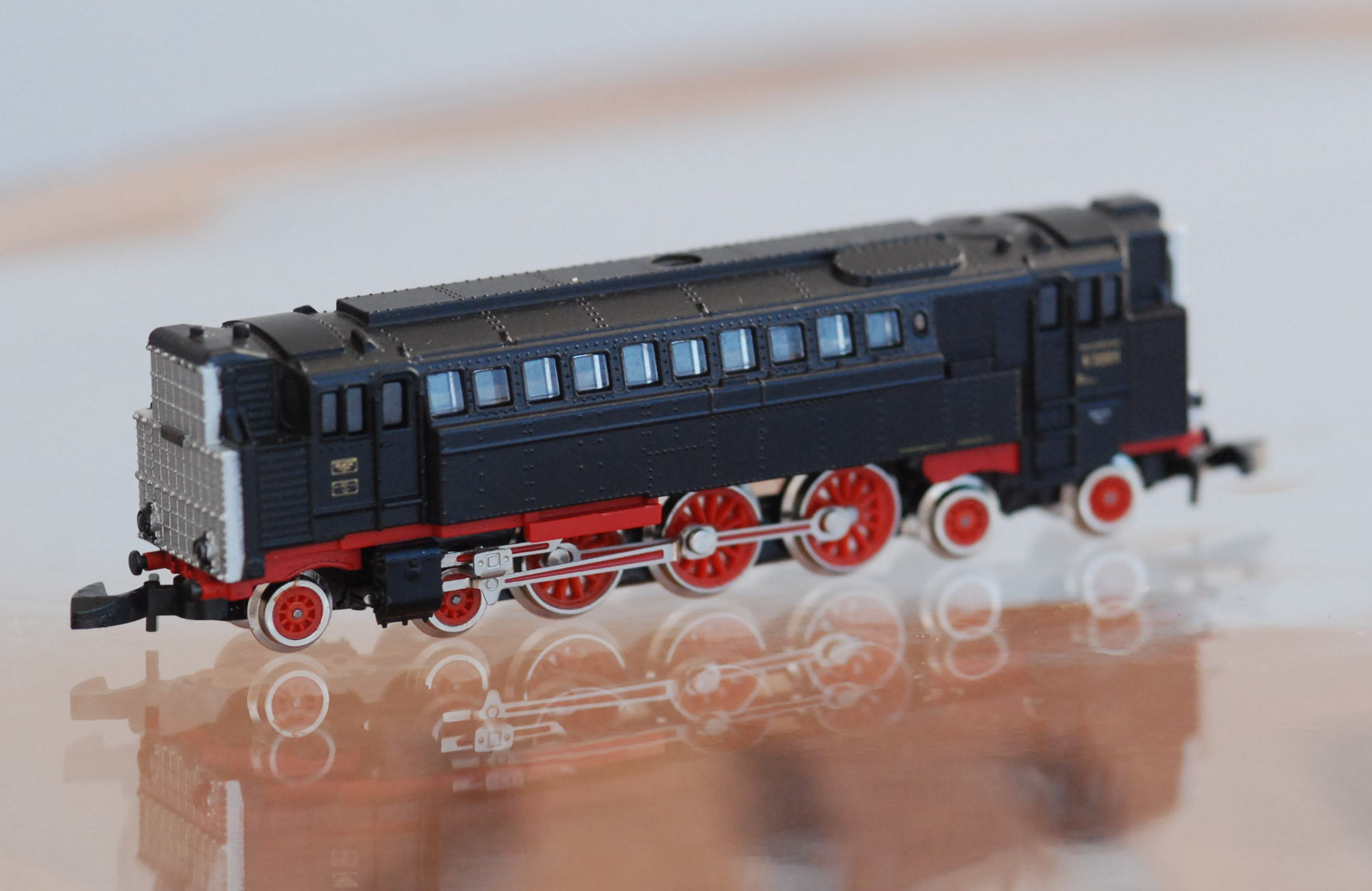
Diesellok V 120 001

V 120 001 var ett diesellok konstruerat 1924 för Deutschen Reichsbahn-Gesellschaft (DRG) med pneumatisk kraftöverföring. 
I den tidiga dieselloksutvecklingen var kraftöverföringen mellan maskin och hjul en komplicerad utmaning. I Tyskland hade man flera olika utvecklingsspår och idag är det dieselelektriska eller dieselhydrauliska lösningar som används. Detta lok hade en dieselmotor kopplad till en luftpump som i sin tur drev ett cylindersystem som liknande det på ett vanligt ånglok. Prototyputvecklingen tog lång tid och först 1929 togs loket i drift. Eftersom lösningen inte visade sig särskilt effektiv togs det ur drift redan 1933.